# Crummock Water
Crummock Water ist ein See im nordenglischen Nationalpark Lake District. Er ist zwischen 500 und 900 Meter breit, vier Kilometer lang und 44 Meter tief und gehört dem National Trust.
Der See verläuft von Nordwesten nach Südosten und wird vom südöstlich gelegenen Buttermere durch eine etwa einen Kilometer breite Ebene getrennt. Man nimmt an, dass Crummock Water und Buttermere einmal einen See bildeten und diese Landbrücke aus Ablagerungen während der letzten Kaltzeit entstanden ist. Ein kurzer Fluss, der Buttermere Dubs genannt wird, verbindet heute beide Seen. Das Tal wird im Südosten vom Fleetwith Pike abgeschlossen, im Nordosten liegt Grasmoor und im Südwesten Mellbreak.
Neben der Verbindung mit dem oberhalb gelegenen Buttermere sowie dem See Loweswater durch den Dub Beck, der in den Park Beck mündet, bildet der Scale Beck einen wesentlichen Zufluss. Im Verlauf des Scale Beck am Westufer des Sees befindet sich der Scale Force Wasserfall, der mit über 50 Metern Fallhöhe fälschlich als der höchste Wasserfall im Lake District gilt.
Der Abfluss nach Nordwesten wird durch den Fluss Cocker gebildet, der bei Cockermouth in den Fluss Derwent fließt, den Abfluss des Bassenthwaite Lake, um in die Irische See zu münden.
Alfred Wainwright, der Autor der Pictorial Guide to the Lakeland Fells, sagte zur Landschaft am Crummock Water: "Keine Verbindung zwischen Bergen und See hat eine engere Beziehung als hier".
Im See liegen das Scale Island, die Woodhouse Islands und die Holme Islands.